# Mateusz Dębski
Mateusz Dębski (ur. 4 lipca 1985 w Warszawie) – polski kompozytor i pianista.

## Życiorys
Studia kompozytorskie w klasie prof. Marcina Błażewicza w Akademii Muzycznej im. Fryderyka Chopina w Warszawie ukończył w 2011 roku. 
Podczas Transatlantyk Festival, w międzynarodowym konkursie natychmiastowej kompozycji i improwizacji do filmu – Transatlantyk Instant Composition Contest – zdobył główną nagrodę, otrzymując tytuł Transatlantyk Instant Composer 2014 – First Prize.
Jako kompozytor i pianista współpracuje z warszawskimi teatrami, m.in. z  Ateneum, Polskim, Polonią, Capitolem, Collegium Nobilium i Bajem.
Od 2011 współpracuje z Akademią Teatralną im. Aleksandra Zelwerowicza w Warszawie jako wykładowca na Wydziale Aktorskim.
Z grupą absolwentów Akademii Teatralnej współtworzy Kabaret Macież, z którym zdobył w 2009 roku Grand Prix na XXV Przeglądzie Kabaretów PaKA w Krakowie.

## Nagrody na konkursach kompozytorskich
- 2003: III Nagroda - IV Ogólnopolski Konkurs Kompozytorski Uczniowskiego Forum Muzycznego w Warszawie Na początku był chaos na taśmę i 12 instrumentów
- 2005: Wyróżnienie - 99 Śląska Trybuna Kompozytorów w Katowicach Cztery preludia na flet, klarnet i fagot
- 2006: II Nagroda - Ogólnopolski Konkurs Kompozytorski na pieśń do słów T. Różewicza w Gliwicach Jak dobrze na baryton, altówkę i fortepian
- 2006: I Nagroda - II Ogólnopolski Konkurs Kompozytorski na Chóralną Pieśń Pasyjną w Bydgoszczy Crux fidelis na chór mieszany a capella (nagrany i wydany w 2009r. na płycie chóru Salvatoris Amici)
- 2014: 1st Prize - Transatlantyk Instant Composition Contest 2014 oraz tytuł: Transatlantyk Instant Composer 2014